# Michel Rolle
Pour les articles homonymes, voir Rolle.

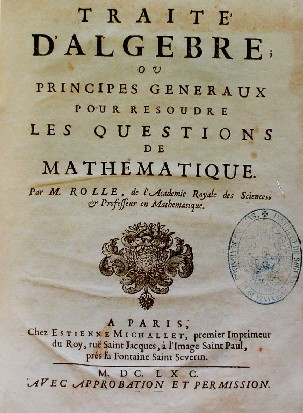
Le Traité d'algèbre de Michel Rolle publié en 1690.

Michel Rolle, né à Ambert le 21 avril 1652 et mort à Paris le 8 novembre 1719, est un mathématicien français. Il est principalement connu pour avoir établi, en 1691, dans le cas particulier des polynômes réels à une variable, une première version du théorème qui porte maintenant son nom.
Il inventa aussi, pour désigner la racine n-ième d'un réel x, la notation normalisée : {\displaystyle {\sqrt[{n}]{x}}}

## Biographie
Fils d'un marchand de Basse-Auvergne, il est d'abord clerc chez divers magistrats de cette région. En 1675, il s'installe à Paris, où il devient élève astronome de l'Académie royale des sciences en 1685 et pensionnaire géomètre en 1699. Il reçoit une pension de Jean-Baptiste Colbert en 1682 après avoir résolu l'un des problèmes de Jacques Ozanam :
« Trouver quatre nombres tels que la différence de deux quelconques, soit un carré, et que la somme de deux quelconques des trois premiers soit encore un carré. »
Rolle eut très tôt une attitude critique à l'égard du calcul infinitésimal. En 1702, il eut à ce sujet une controverse avec Joseph Saurin. Il disait qu'il était imprécis et basé sur un raisonnement défectueux ; il changea plus tard d'opinion.
« Il eut en 1703 une attaque d'apoplexie, dont il sortit avec tout son esprit, et presque la même force pour le travail. Mais dix ans après une seconde attaque le jeta dans une paralysie  qui ne lui permit plus de sortir, et dont il mourut le 8 novembre 1719 âgé de 68 ans, après avoir donné toutes les marques d'une solide piété. Ses mœurs avoient toujours été telles que les forment un grand attachement à l'étude, et l'heureuse privation du commerce du monde.»
Il est nommé élève astronome de l'Académie royale des sciences, le 11 juillet 1685, premier titulaire pensionnaire géomètre nommé par Louis XIV le 28 janvier 1699, pensionnaire vétéran le 4 juillet 1719.

## Publications
- Traité d'algèbre, ou principes généraux pour résoudre les questions de mathématique (1690)
- Démonstration d'une méthode pour résoudre les égalités de tous les degrés (1691)
- Méthodes pour résoudre les questions indéterminées de l'algèbre (1699)
- Remarques touchant le problème général des tangentes (1703)[3]
- Mémoires sur l'inverse générale des tangentes proposez à l'Académie royale des sciences (1704)